# Papiri di Abusir

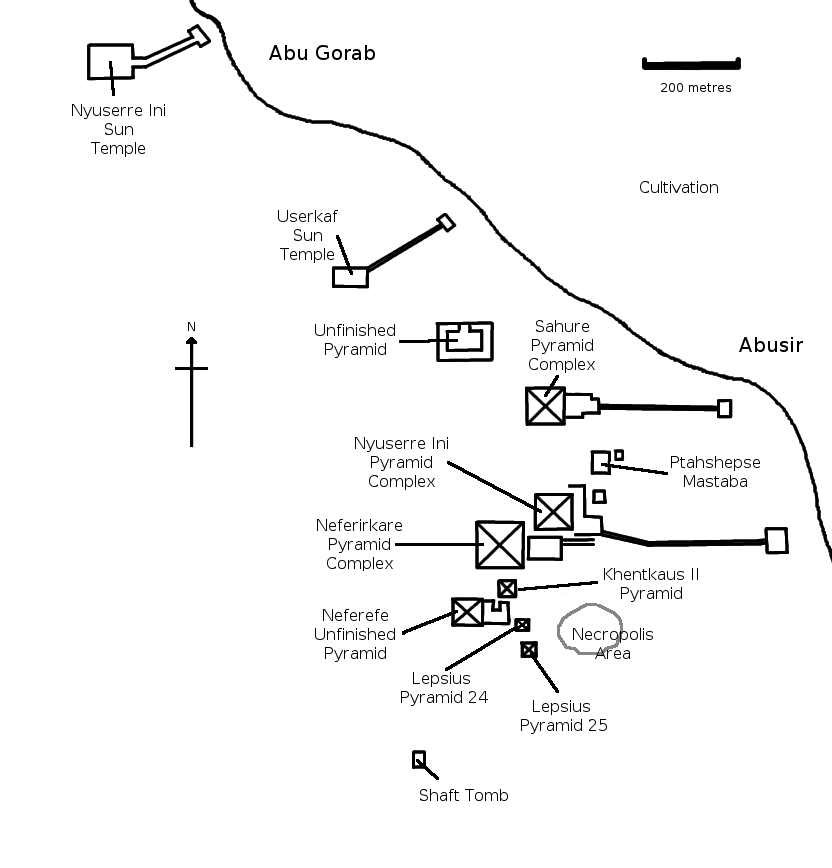
Mappa dei luoghi di ritrovamento attorno alla necropoli di Abusir

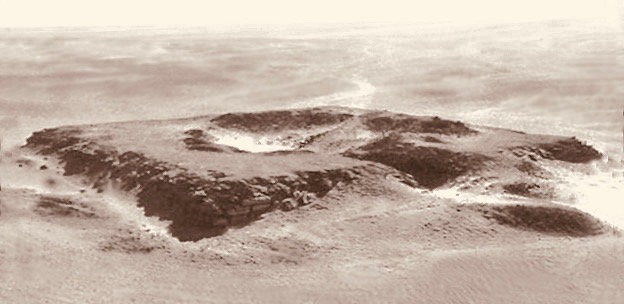
Piramide incompiuta di Neferkhau ad Abusir

I papiri di Abusir sono il più grande ritrovamento di papiri databili all'Antico Regno dell'Antico Egitto. I primi papiri furono trovati nel 1893 ad Abu Gurab, nei pressi di Abusir, in Egitto settentrionale. Risalgono approssimativamente al XXIV secolo a.C., durante la V dinastia egizia, il che li pone, anche se sono frammentari, tra i più antichi ad essere sopravvissuti fino ad oggi. In seguito furono scoperti numerosi altri frammenti di papiro.

## Contenuto
I papiri di Abusir vengono considerati il più importante ritrovamento di documenti amministrativi dell'Antico Regno. Forniscono informazioni dettagliate circa la gestione di un tempio funerario reale, tra cui i doveri dei sacerdoti, inventari dell'equipaggiamento del tempio ed una lista diaria di offerte ai due templi del sole di Abu Gorab, a nord di Abusir, oltre che lettere e permessi. I frammenti contengono i resti di due diversi documenti.
L'introduzione è scritta in geroglifici e comincia con una data che si riferisce al regno di Djedkhau, il che daterebbe il manoscritto verso la fine della V dinastia.
I frammenti di papiro sono scritti su colonne divise in tre blocchi orizzontali.
- Il primo blocco elenca una lista di date e nomi di ufficiali
- Il secondo blocco elenca i nomi dei destinatari
- Il terzo blocco elenca i tipi di tagli di carne forniti; questa sezione è in gran parte distrutta

Il testo ieratico sulla destra sintetizza l'allocazione del grano.

## Storia
I papiri di Abusir sono una collezione di papiri amministrativi databili alla V dinastia. Furono trovati nel complesso del tempio di Userkhau, Neferkhau e della regina Khentkaus II.
I primi frammenti dei papiri di Abusir furono scoperti nel 1893 nel corso di scavi illegali. Contenevano manoscritti riguardanti Userkhau e furono in seguito venduti a vari egittologi e musei. L'egittologo tedesco Ludwig Borchardt, in seguito, identificò il luogo dei ritrovamenti con il vicino tempio piramidale del re Neferirkara Kakai. Questa teoria fu poi confermata dalla scoperta da parte di Borchardt di ulteriori frammenti durante gli scavi nel tempio. I papiri del complesso di Userkhau furono trovati nei magazzini della parte sud-occidentale del complesso.
Basandosi sulle informazioni recuperabili dal primo papiro di Abusir, a metà degli anni settanta gli archeologi cechi guidati da Miroslav Verner riuscirono a trovare il monumento funerario di Neferkhau, con oltre 2000 pezzi di papiro. Si trovavano soprattutto nei magazzini della parte nord-occidentale della struttura. Esistono prove del fatto che i papiri originali fossero rilegati con strati di pelle ed immagazzinati in scatole di legno.
Ulteriori scavi effettuati durante la spedizione ceca hanno portato alla luce altri papiri presso il monumento funerario di Khentkaus (madre di Khentkaus II).
Oltre agli abbondanti scavi nella piramide di Abusir condotti dall'Istituto ceco di egittologia dell'università Carolina a partire dagli anni settanta, l'Istituto di egittologia dell'università di Waseda iniziò dei propri lavori nel settembre del 1990.